# Modèle hypostatique de la personnalité
 (mai 2017).
Le contenu est difficilement compréhensible vu les erreurs de traduction, qui sont peut-être dues à l'utilisation d'un logiciel de traduction automatique.
 (janvier 2020).
Le modèle hypostatique de la personnalité est une façon d'étudier les multiples facettes du caractère d'une personne. Le modèle prévoit qu'une personne peut avoir plusieurs façons de se conduire, selon le contexte et le regard de l'autre,. Le modèle affirme que les gens ne sont pas à sens unique, mais sont un peu de tout ; l'esprit est aussi complexe et diverse, comme une société. « L'aspect » de la personne dépend aussi de son milieu. Par exemple, quelqu'un peut aujourd'hui paraître méchant, et demain il peut paraître bon, selon les choses et les gens qui l'entourent. De la même façon, une personne lâche peut devenir un héros, si elle est appelée à sauver une vie. Tous ces « côtés » d'une personne doivent être connus par les scientifiques pour qu'ils puissent les comprendre ou les contrôler.
Le modèle hypostatique de la personnalité affirme que la personne humaine présente de nombreux aspects différents ou hypostases, en fonction des réalités internes et externes, et aussi en se rapportant à des approches différentes, y compris à l'étude de la personnalité. Il est à la fois un modèle tridimensionnel et aspectuel, dans le sens de la notion de multiplicité. Le modèle tombe dans la catégorie des approches complexes, biopsychosociales à la personnalité.
Le modèle hypostatique a été résumé par Codrin Ţapu en 2001. Le modèle décrit les aspects de la personnalité et ses dimensions, ainsi que les relations intra et interpersonnelles. Pas la personne tout entière et seule, ni la relation, mais la relation entre les parties de personne(s) est tenue comme un élément central qui favorise à la fois l'organisation personnelle et sociale et la désorganisation. La personnalité est considérée à la fois comme une agence et une construction, avec son développement et sa psychopathologie, le modèle était accompagné par des méthodes spécifiques d'évaluation et de traitement, en abordant chacune des dimensions de la personnalité. Les relations hypostatiques de l'esprit humain impliquent également l'existence d'un modèle « hypostatique »  de la conscience, ce qui représente le contenu de la conscience comme une identité de divers aspects, différent seulement un par rapport à l'autre, mais qui tend à coïncider dans un certain aspect de leur considération.

## Historique
Charles Sanders Peirce introduit le concept d'abstraction hypostatique, qui est une opération formelle qui prend un élément d'information, comme cela peut être exprimé dans une proposition de la forme « X est Y », et le conçoit comme consister en la relation entre un objet et un autre objet, tel qu'il est exprimé dans une proposition de la forme « X est Y-esque ».
En linguistique, Leonard Bloomfield a introduit le concept d'hypostase pour décrire la personnification d'un objet ou de l'état des phrases que je suis fatigué de vos mais... et si...
Aaron Rosanoff  distingue sept dimensions (normal, hystéroïde maniaque, dépressif, autiste, paranoïaque, et épileptoïde), qui peuvent être les dimensions épistatiques[Quoi ?] ou hypostatique, la manifestation de celles-ci étant cachée ou inhibée par les premières.
Dans la philosophie de l'esprit, la théorie double-aspect[Quoi ?] affirme que le mental et le physique sont deux aspects d'une même substance.
Dans ses Principes de psychologie, William James décrit quatre aspects du soi :
- moi matériel (le corps et biens les plus proches de la personne, y compris la famille) ;
- moi social (l'être-pour-autrui) ;
- moi spirituel (être intérieur et subjectif de la personne, ses facultés psychiques et des dispositions, prises concrètement) ;
- l'ego « pur » (le principe de l'unité personnelle).

En utilisant le même paradigme, le psychologue cognitif Ulric Neisser décrit cinq « moi » : 
- moi écologique, directement perçu à l'égard de l'environnement physique immédiat ;
- moi interpersonnel, aussi directement perçu, mis en place par la communication émotionnelle spécifique ;
- moi élargi, fondée sur la mémoire et l'anticipation ;
- moi privé (nos expériences conscientes privées) ;
- moi conceptuel, un système d'hypothèses sociales base[Quoi ?] et de théories sur la nature humaine en général, et nous en particulier.

La théorie des facettes affirme que les concepts socio-comportementaux sont multivariés, et par conséquent, ils pourraient être mieux décrits en termes de « facettes » et de dimensions, plutôt que comme des ensembles indifférenciés ; ce qui peut être fait en utilisant l'évaluation multidimensionnelle.
Le modèle à trois facteurs de la personnalité de Hans Eysenck contient les dimensions indépendantes de l'extraversion, du neuroticisme, et du psychotisme[Quoi ?] ; ces différentes dimensions sont causées par les propriétés du cerveau, qui elles-mêmes sont le résultat de facteurs génétiques.
L'inventaire de personnalité Minnesota[Quoi ?] utilise dix échelles cliniques mesurant les dimensions dont le développement et les corrélations chez un individu déterminent ses tendances pathologiques.
Le modèle du Big Five[Quoi ?] décrit cinq dimensions de la personnalité qui affectent le comportement entier, avec chaque dimension présentant plusieurs facettes.
Le Manuel diagnostique et statistique des troubles mentaux utilise un système multiaxial du diagnostic, en tenant compte de cinq dimensions : l'état mental, la personnalité globale, la condition physique, l'environnement et le fonctionnement global de la personne.
La différenciation entre les différents états mentaux et des comportements sur la base de leur relation avec le cerveau et l'environnement social sont devenues monnaie courante dans la psychologie et la sociologie contemporaines.
Sur le plan biopsychologique, les études à résonance magnétique fonctionnelle ont montré que différentes activités comportementales et mentales impliquent des modèles spécifiques de l'activation du cerveau, ce qui correspond à des états psychologiques. C. Robert Cloninger définit trois dimensions indépendantes de la personnalité, qui sont liées à la variation héréditaire dans les habitudes de la réponse à certains types de facteurs environnementaux ; une variation dans chaque dimension est fortement corrélée à l'activité dans une voie spécifique monoaminergique centrale :
recherche de la nouveauté, activité exploratoire fréquente et intense, excitation en réponse à des stimuli nouveaux, et avec une faible activité dopaminergique de base; ; évitement du danger, avec des réponses à des stimuli aversifs intenses et une tendance à apprendre à éviter la punition, la nouveauté, et non passivement récompense, et avec l'activité sérotoninergique élevée ; dépendance à la récompense, avec des réponses intenses à la récompense et succorance - une tendance à apprendre à maintenir un comportement récompensé, et avec l'activité noradrénergique bas. Ces dimensions neurobiologiques interagissent pour donner lieu à des modèles intégrés de réponses différentielles à la punition, récompense, et la nouveauté.
Sur le plan social, la théorie des rôles définit le rôle comme un ensemble de comportements reliés, les droits et obligations en tant que conceptualisés par les acteurs dans une situation sociale. Ainsi, les rôles peuvent être :
- rôles culturels : les rôles donnés par la culture (prêtre, par exemple) ;
- différenciation sociale : par exemple enseignant, chauffeur de taxi ;
- la situation des rôles spécifiques : par exemple témoin oculaire ;
- rôles bio-sociologiques : par exemple l'Homme dans un système naturel ;
- les rôles de genre : un homme, une femme, mère, père, etc.

L'intersectionnalité est une méthode d'étude des relations entre les multiples dimensions et les modalités des relations sociales et des formations en cause.
Roberto Assagioli utilise le terme « sous-personnalités » pour les rôles sociaux que la personne joue dans différents groupes, des rôles qui ne sont que des « personnages » joués, étant différents de son Soi intérieur central.
Comme une idée de base de son analyse transactionnelle, Éric Berne affirme qu'il y a au moins trois « personnes » en chacun de nous, en les appelant « nos États du Moi » : l'Enfant (l'émotionnel en nous), l'adulte (le rationnel en nous), et le parent (l'autoritaire en nous).
En fonctionnant comme une « société de l'esprit », le moi est peuplé par une multiplicité de « positions du moi » qui ont des rapports de dialogue les uns avec les autres.
Le modèle des systèmes familiaux internes combine la pensée systémique avec l'idée que l'esprit est constitué de sous-personnalités relativement discrètes, chacune avec sa propre vision et ses qualités.

## Description
Au niveau métathéorique, le modèle hypostatique soutient que les personnes ont plusieurs sortes d'aspects, y compris, mais sans s'y limiter : 
- Aspects adaptatifs, relatives à l'organisation interne de la personne et la façon dont elle s'adapte à l'environnement, y compris à travers des actions et des relations ;
- Aspects constitutifs - la façon dont la personnalité est constitué au sein de ses relations avec l'organisme et le monde extérieur ;
- Les aspects temporels, qui représentent la totalité des formes que la personne prend au cours du temps, court ou long terme - y compris les actions, les états de conscience, et les stades de développement, comme tous ces aspects ne sont que théoriquement séparés de la temporalité (voir aspects référentiels ci-dessous) ;
- Aspects référentiels, qui sont les façons dont la personne est perçue par elle-même ou par les autres (y compris des scientifiques et des théoriciens de la personnalité) ;
- Aspects d'intégration - diverses combinaisons de la précédente, qui peuvent être (ou ont été) l'objet des nombreux projets de recherche en psychologie et autres domaines connexes.

De nombreuses écoles de psychothérapie voient les sous-personnalités comme des structures psychologiques ou morales relativement durables  qui influencent la façon dont une personne se sent, perçoit, se comporte, et se voit elle-même. Selon le modèle hypostatique, la personnalité humaine se compose de quatre éléments ou hypostases, qui sont des modèles de traits se rapportant à des systèmes spécifiques dans le cerveau, et sont conceptualisés par presque toutes les cultures comme étant caractéristiques et / ou essentiels à l'homme :
- la composante cognitive de base - «Homo Sapiens» (la personne intelligente), qui est en liaison avec les aires sensorielles du cortex cérébral ;
- le sous-système verbal - « homo loquens » (parler, communiquer, et le contrôle), ce qui est en rapport avec les activités des zones d'association ;
- le sous-système émotionnel et motivationnel - Homo Potens (la personne puissante et énergique), qui est en corrélation avec l'activité du système limbique ;
- la pragmatique (la personne productive et laborieuse), qui est liée à l'activité du cortex moteur.

L'un de ces aspects peut dominer la personne, et conduire à l'élaboration de - et l'adhésion aux - différents points de vue philosophiques et des écoles : 
- Aspect cognitivo-intuitif porte sur des données concrètes et immédiates qui ne sont l'objet d'aucune sorte de sélection - il est originaire empirisme philosophique ;
- Aspect cognitivo-intellectuel est seulement guidé par la raison, il conduit au rationalisme ;
- Aspect verbal est dominé par tout ce qui est significatif - il conduit au nominalisme philosophique ;
- Aspect émotionnel-hédoniste considère l'action comme étant strictement limitée à procurer du plaisir - il correspond à l'hédonisme philosophique ;
- Aspect émotionnel-idéaliste est dominé par des motifs supérieurs de contribuer au monde de manière acceptée - il conduit au stoïcisme ;
- Aspect pragmatique valorisant seulement les choses qui facilitent l'action pratique - il génère le pragmatisme.

Le comportement humain est généré par l'interaction et le couplage de ces aspects humains, créant les dimensions de la personnalité. Les six dimensions comportementales, mentales, et la personnalité sont : 
- l'axe cognitivo-comportemental, généré par les aspects cognitifs et verbaux ;
- le comportement pratique, produit par des composantes verbales et motrices ;
- le comportement affectif, mené par des composantes motivationnelles et cognitives ;
- le comportement expressif, co-travaillé par des éléments de motivation et moteurs ;
- la réglementation de la personnalité, fournie par les aspects verbaux et de motivation qui forment l'axe de régulation de la personnalité ;
- le plan sensorimoteur général d'adaptation, réalisé par la composante cognitive avec le composant moteur, qui constituent l'axe d'adaptation de personnalité.

Ces dimensions correspondent aux types suivants d'opérations mentales : 
- opérations cognitives - la production et la verbalisation des images et des pensées ;
- opérations pratiques, relatives à des fonctions exécutives ;
- opérations affectives - l'évaluation affective du monde et de soi ;
- opérations expressives (expression émotionnelle) ;
- opérations régulatrices - verbalisation des besoins, des motivations et des sentiments, et la maîtrise de soi ;
- opérations d'adaptation perceptivo-motrices  (par exemple, coordination œil-main).

Dans chaque tâche spécifique de la vie quotidienne, l'une des quatre premières dimensions (cognitive, pratique, affective, ou expressive) est dominante, étant au centre de l'expérience, tandis que les trois autres sont subordonnées. Dimensions régulatrices et adaptatives sont constamment en toile de fond tout au long du processus comportemental.

## Dimensions de la personnalité
Tessie J. Rodriguez décrit les dimensions de la personnalité comme suit : 
- La conscience est le niveau de la santé mentale (cognitive) de développement ;
- La force est la capacité globale de la personne de changer ou d'influencer son environnement, ce qui est distinct de l'énergie vitale ou mentale qu'elle exprime ;
- Les valeurs sont ce qui est plus important ou utile à une personne et ils impliquent l'évaluation de ce qui est bon par rapport à ce qui est mauvais ;
- L'énergie est une mesure subjective de la force ou de l'intensité de la personnalité (l'énergie vitale ou mentale qu'elle exprime par son comportement) ;
- La direction se réfère à l'attitude de la personne, les motifs et les intentions qui régissent son comportement ;
- la profondeur renvoie aux niveaux de complexité du comportement, allant de simples réactions à des motifs complexes adaptatifs.

Rodriguez présente une vue composite dans laquelle les six dimensions se combinent de manière complexe pour former «la trame de la personnalité humaine». Dans cette perspective, la personne en développement peut être représentée par un point ou un petit objet en trois dimensions. Sa trajectoire pour la croissance est d'évoluer, à partir de ce moment-là, pour devenir une sphère, en développant ses quatre dimensions spécifiques (connaissance, capacité, puissance et plaisir).

## «Chemins» cognitifs et affectifs: données d'imagerie cérébrale
Les recherches utilisant l'imagerie par résonance magnétique du cerveau suggèrent que les formes cognitives et affectives-expressives de la communication et de l'auto-réflexion ont des bases neurales spécifiques. Les résultats cliniques ont longtemps suggéré que les verbalisations sont souvent très incohérentes lorsque l'individu tente de mettre en paroles quelque chose de profondément émotionnel. L'identification par des mots pour les émotions (joie, neutre, triste) a été jugée plus rapide que l'identification des expressions faciales correspondantes, les deux conditions présentant différents modes d'activation du cerveau. Ces résultats expérimentaux suggèrent que la lecture et la reconnaissance des expressions faciales sont des comportements stimulus-dépendants et peut-être hiérarchiques, donc capables de recruter des régions distinctes du cortex préfrontal médian.
La recherche indique que les représentations de visages et des objets dans le cortex temporal ventral sont largement distribués, les stimuli faciaux suscitant les schémas de réponse distinctes de celles induites par des stimuli objet.
Les phénomènes qui ont été caractérisés cliniquement comme «communication inconsciente» peuvent être définis comme  communication émotionnelle, qui se produit à l'intérieur et à l'extérieur de la conscience.
La recherche suggère que le mécanisme fondamental à la base de la compréhension expérientielle des actions des autres est l'activation du système de neurones miroir. Un mécanisme similaire, mais impliquant l'activation des centres viscéro-moteurs, soutient la compréhension expérimentale des émotions des autres.
L'activation des neurones miroirs dans une tâche, en s'appuyant sur les capacités empathiques, ne semblent pas seulement impliqués dans la cognition motrice, mais aussi dans la connaissance émotionnelle interpersonnelle.
Les preuves suggèrent qu'il existe au moins deux grands réseaux de neurones: frontopariétales - des neurones miroirs liés à la perception et de motricité interactions avec les autres, et des structures corticales médianes qui se livrent au traitement des informations à propos de soi et des autres en termes cognitifs et évaluatifs.

## Le moi
Le soi est la dimension auto-réflexive de la vie mentale, qui a longtemps été considéré comme l'élément central et le soutien de toute expérience, fait que la notion de «sujet de l'expérience» suggère.  Il y a un seul «moi», mais il n'est pas toujours au centre de la scène. Parfois, les gens sont tellement concentrés sur une tâche qu'ils s'oublient eux-mêmes tout à fait. Le moi est en effet au centre de l'expérience lors de l'auto-évaluation. Dans des tâches cognitives et affectives, pratiques et expressives, la cohérence des opérations spécifiques impliquées dans la réalisation des tâches s'est avérée significativement plus élevée que la cohérence des résultats de l'auto-évaluation dans les mêmes tâches.
Les méthodes standard pour étudier le moi en tenant compte de l'auto-évaluation ne visent pas le moi dans sa spécificité. Au lieu de cela, ce qui est spécifique au moi est le point de vue subjectif, ce qui n'est pas intrinsèquement l'auto-évaluation, mais plutôt ce qui relie tout objet représenté à l'objet représentant.

## Les phénomènes inconscients
Comme les axes d'adaptation et de régulation de la personnalité assure l'intégration de la conscience et de la personnalité, certains phénomènes inconscients peuvent résulter de l'intégration incomplète de l'un de ces axes. Par exemple, dans la perception subliminale, l'adaptation perceptivo-moterice de l'axe n'est pas correctement intégrée avec d'autres opérations mentales, et dans les troubles dissociatifs, l'axe régulateur est celui qui est affecté. Si l'un des axes ne fonctionne pas correctement, à la fois la conscience et la performance dans des tâches spécifiques sont altérées.

## Intelligence et personnalité
L'intelligence et la personnalité sont souvent perçues comme fondamentalement différentes, ce qui ne tient pas compte à la fois de l'aspect performance de la personnalité et de l'intelligence des caractères liés. Ainsi, les  instruments cognitifs et émotionnels sont artificiellement séparés de leurs contenus énergétiques et de leur valeur. La notion de capacité dimensionnelle est donc proposée comme un liant de performance comportementale et de contenu.

## Adaptation biologique et sociale
Le modèle hypostatique suggère que le comportement humain est généralement le résultat de l'interférence aléatoire de deux systèmes de comportements distincts : le système «animal» (adaptation biologique) et le système «humain» (adaptation sociale), les deux ayant les mêmes fondements biologiques et partageant partiellement le même répertoire comportemental avec des effets différents, pas directement liés entre eux. Par exemple, alors que le comportement homosexuel n'a pas d'effet biologique (reproduction), il a une valeur d'adaptation sociale dans les cultures qui le permettent ou, comme dans la Grèce antique, l'exigent. En outre, les comportements hétérosexuels peuvent avoir des effets de reproduction, mais n'ont aucune valeur sociale adaptative pour les moines ou les nonnes. La chirurgie esthétique n'a pas de valeur biologique, mais peut être fortement valorisée par la société ; les médicaments du sommeil peuvent avoir un effet biologique adaptatif, mais ne peuvent pas être socialement adaptatifs dans les milieux ascétiques. Les gens peuvent manger parce qu'ils ont faim (adaptation biologique), ou parce qu'ils aiment la bonne nourriture ou qu'ils veulent profiter de la compagnie des autres (adaptation sociale). Ils peuvent avoir des rapports sexuels pour satisfaire leurs besoins sexuels et reproductifs (adaptation biologique), ou pour satisfaire leur amour, avoir des enfants qui portent leur nom, ou tout simplement passer un bon moment ensemble (adaptation sociale). Les gens peuvent utiliser le même comportement instinctif ou appris à différentes fins d'adaptation, biologiques ou sociales.
Dans les situations critiques, les champs biologiques et sociaux de l'adaptation convergent pour former un système intégré d'adaptation bio-sociale ; face à la maladie et la diffusion de nouveaux facteurs de risque, la médecine moderne a fait possible que les gens vivent plus longtemps en meilleure santé, et qu'ils aient une vie plus productive, ce qui, à son tour, prépare le terrain pour de nouveaux progrès de la civilisation. Lauréat du prix Nobel Ralph Steinman a  prolongé sa vie avec l'aide de ses propres découvertes scientifiques, et cela lui a permis de poursuivre la recherche en immunothérapie du cancer.
Des expériences préliminaires, qui ont besoin d'une vérification approfondie, ont suggéré que, dans le cas de sujets bien reposés, s'engager dans des comportements «biologique» (alimentation, sexe) ne conduit pas à une baisse des niveaux d'énergie mentale, telle que mesurée avec une échelle d'auto-évaluation, et s'engager dans un comportement psychosocial (tâches cognitives) ne conduit pas à une baisse des niveaux d'énergie physique (mesurée avec une échelle similaire). Cependant, chez les sujets atteints d'épuisement, deux résultats ont été positifs (les activités liées à l'alimentation et les activités sexuelles réduisent les niveaux d'énergie physique et mentale, et s'engager dans des tâches cognitives a le même effet). Ces résultats ont été interprétés comme une indication que les systèmes biologique et social de l'adaptation sont énergétiquement indépendant en conditions "normales", et deviennent énergétiquement intégrés (créent un bassin commun d'énergie) dans des situations épuisantes.

## La décision et le libre arbitre
Les sujets qui ont eu la possibilité de choisir librement entre l'exécution des différents travaux cognitifs, pratiques, affectifs et expressiss rapportent qu'ils ont choisi chaque tâche soit parce qu'ils 
a) ont ressenti le besoin de le faire,
b) estimaient que c'était la tâche dont ils pouvaient s'acquitter le plus efficacement dans des circonstances données,
c) pour les deux raisons précédentes.
Aucun des trois motifs ci-dessus n'était statistiquement prévalent. Cette recherche suggère que la liberté humaine peut être scientifiquement interprétée en termes de sélection interne des stimuli de l'environnement et des variables internes, une sélection qui a un siège variant de façon aléatoire, soit cognitif, soit affectif. Les personnes atteintes de troubles mentaux transitoires, ainsi que les personnes sans troubles agissent selon un modèle probabiliste, alors que ceux souffrant de troubles chroniques présentent un profil plus déterministe du comportement.

## La personnalité comme agent et comme construction
Chaque axe constitutif de la personnalité se compose de deux couples : un formé par un facteur de cerveau et le comportement correspondant, de mise en forme d'un contenu psychologique (structuration d'un "trait"), et l'autre formé par le contenu psychologique et son environnement en corrélation, générant le comportement spécifique (fonctionnement). Par exemple, le comportement assertif est déterminé par des facteurs environnementaux et l'affirmation de soi est le produit d'une prédisposition du cerveau et du comportement assertif. Un individu obsessionnel-compulsif maintient ses obsessions (le contenu), s'il est souvent laissé seul avec son cerveau prédisposant aux comportements rituels. Une personne timide (trait) affiche un comportement moins timide quand il est dans un environnement familier. Ce modèle fournit une image des relations entre la structuration de la personnalité émergente, le fonctionnement mental (comportement), l'environnement et la biologie.

## Développement de la personnalité
Le développement tient aux changements à long terme par rapport à la stabilité de la personnalité. Selon le point de vue hypostatique, le développement réel d'une personne est le résultat de l'opposition entre facteurs de stimulation et l'inhibition du développement, des facteurs qui sont biologiques et environnementaux dans leur nature. Si les facteurs stimulants sont dominants, le résultat est le progrès du développement (de nouvelles acquisitions sont réalisées), si les facteurs inhibiteurs sont dominants, alors le résultat est la régression du développement (les acquisitions sont perdues). Si les deux types de facteurs sont d'une force relativement égale, le développement stagne. Le développement peut être accéléré, ralenti ou de vitesse uniforme, en fonction de la dynamique de la relation entre les facteurs de stimulation et d'inhibition.

## L'âge adulte
À l'âge adulte, la personne est généralement capable de création et d'auto-détermination, et le développement peut suivre des chemins comme ceux-ci : 
- Evolutive constructive autodéterminée, - ce qui est caractéristique de la personne libre qui change elle-même et le monde dans lequel elle vit en fonction de ses propres projets ;
- Stagnante constructive autodéterminée - la personne sacrifie sa propre évolution en vue d'investir son entière liberté créative dans la transformation du monde (les "créateurs" désintéressés) ;
- Evolutive-réactive autodéterminée - la personne  utilise sa liberté principalement à déterminer sa propre évolution (réalisation personnelle) ;
- Evolutive-réactive déterminée - la personne touchée par des facteurs biologiques ou des événements environnementaux, positifs ou négatifs, restreint sa liberté (par exemple, la maladie, la guerre, gagner des richesses) ;
- Stagnante réactive déterminé - la personne soumise, sensible, vit dans un environnement non-stimulant (une "terne" existence).

## Psychopathologie
L'insolite, le surnaturel, et la contre-culture dans le domaine de la vie mentale ont été - dans tous les âges - sujet d'étonnement et de réflexion pour la raison individuelle, l'objet de l'exclusion et l'isolement de l'action sociale, étant rencontré avec réserve ou même répulsion par le public et avec intérêt, voire fascination par des penseurs. Dans toutes les cultures, les aspects de la désorganisation interne et l'inefficacité adaptative de la personne ont été généralement considérés comme anormaux, qu'ils aient été référencés comme possession démoniaque, folie, maladie mentale, ou déviance par les différentes sociétés et les théories. Les gens affichant une désorganisation efficace de la personnalité et du comportement, font leur travail en dépit du fait qu'ils ne sont pas bien organisés, et sont généralement décrits comme « étranges » par d'autres, tandis que ceux présentant une organisation inefficace ne réussissent pas ce qu'ils font, même si leur comportement est cohérent, ils ont un taux d'échec élevé, causé par un faible niveau des acquisitions et / ou de fonctionnement.

## Schémas adaptatifs
Les schémas adaptatifs efficaces sont ceux dans lesquels un comportement adaptatif est affiché uniquement dans les situations qui l'exigent (situations d'activation), alors que l'inefficacité des modes d'adaptation sont ceux dans lesquels un comportement adaptatif est inapproprié dans la situation donnée. L'inefficacité des schémas adaptatifs peuvent être hyperadaptifs lorsque les opérations d'adaptation sont activées dans les deux situations d'activation et de non-activation (comme dans la manie), ou hypoadaptifs lorsque les opérations d'adaptation restent inactifs dans les deux types de situations (comme dans la dépression).
Les gens ont tendance à négliger l'importance des stimuli faibles, ainsi qu'à oublier les émotions excessivement intenses et l'information qui est trop difficile pour eux à comprendre. Des expériences réalisées sur des personnes cognitives et affectives (évaluation) auxquelles ont été données des tâches bien au-dessus de leurs niveaux actuels de compétence cognitive et émotionnelle, ont conduit à des difficultés à se rappeler les tâches difficiles, liées à l'abaissement de la performance dans des tâches auparavant maîtrisées.  Améliorer les performances dans des tâches simples et répétitives chez les patients anxieux améliore la mémoire des tâches qui ont échoué et les symptômes d'anxiété diminuent.

## Des applications plus larges
Le modèle de composants de la personnalité et des axes a été étendu aux niveaux familial, organisationnel et sociétal. Le modèle a également été appliqué à l'étude de l'évolution historique de la civilisation humaine dans le processus de la mondialisation, ainsi que dans l'analyse des personnages littéraires considérés comme des créations nouvelles dans l'image des hommes et une partie du neoverse - l'univers créé par l'auteur d'une œuvre littéraire.